# Denis Wladimirowitsch Chlystow
Denis Wladimirowitsch Chlystow (russisch Денис Владимирович Хлыстов; * 4. Juli 1979 in Ufa, Russische SFSR) ist ein russischer Eishockeyspieler, der zuletzt bei Ak Bars Kasan in der Kontinentalen Hockey-Liga unter Vertrag stand.

## Karriere
Denis Chlystow begann seine Karriere als Eishockeyspieler bei Nowoil Ufa, der zweiten Mannschaft von Salawat Julajew Ufa, für die er in der Saison 1998/99 in der Perwaja Liga, der dritten russischen Liga, aktiv war. 1999 wurde er in die erste Mannschaft von Salawat Julajew Ufa aufgenommen, für die er die folgenden sieben Jahre in der Russischen Superliga spielte. Zudem erhielt er weiter Einsätze für die zweite Mannschaft in der Perwaja Liga.
Nachdem Chlystow von 2006 bis 2008 für Neftechimik Nischnekamsk ausschließlich in der Superliga aufgelaufen war, erhielt er vor der Saison 2008/09 einen Vertrag beim HK Metallurg Magnitogorsk aus der neu gegründeten Kontinentalen Hockey-Liga, für den er in allen 56 Spielen der Hauptrunde, sowie in allen zwölf Playoff-Spielen auf dem Eis stand. Dabei gelangen dem Angreifer zusammen 19 Scorerpunkte, darunter sieben Tore. Mit seiner Mannschaft scheiterte er erst im Halbfinale an Lokomotive Jaroslawl. Bis zum Ende der Saison 2011/12 stand Chlystow bei Metallurg unter Vertrag, ehe er im Mai 2012 für drei Jahre von seinem Heimatverein Salawat Julajew Ufa verpflichtet wurde. Bei Salawat gehörte er zwischen 2013 und 2014 zu den Mannschaftskapitänen und absolvierte über 240 KHL-Partien für seinen Heimatverein. Im Anschluss an die Saison 2015/16 wechselte Chlystow zu HK Jugra Chanty-Mansijsk, ehe er im Dezember 2016 zu Ak Bars Kasan wechselte.

## Karrierestatistik
(Legende zur Spielerstatistik: Sp oder GP = absolvierte Spiele; T oder G = erzielte Tore; V oder A = erzielte Assists; Pkt oder Pts = erzielte Scorerpunkte; SM oder PIM = erhaltene Strafminuten; +/− = Plus/Minus-Bilanz; PP = erzielte Überzahltore; SH = erzielte Unterzahltore; GW = erzielte Siegtore; 1 Play-downs/Relegation; Kursiv: Statistik nicht vollständig)